# Brettenham
Brettenham ist ein Dorf und eine Verwaltungseinheit im District Babergh in der Grafschaft Suffolk, England. Brettenham ist 22,2 km von Ipswich entfernt. Im Jahr 2022 hatte es eine Bevölkerung von 321. Brettenham wurde 1086 im Domesday Book als Bretenhama/Bretham/Brettham erwähnt.

## Geschichte
Das Dorf wird um 1086 im Little Domesday als zum Hundert von Cosford gehörend erwähnt.
Die Gemeinde wurde Teil des Bezirks Babergh, als dieser am 1. April 1974 durch den Zusammenschluss des Cosford Rural District (1882–1974) mit anderen Verwaltungseinheiten gebildet wurde.